# Staatsloterij B.V.

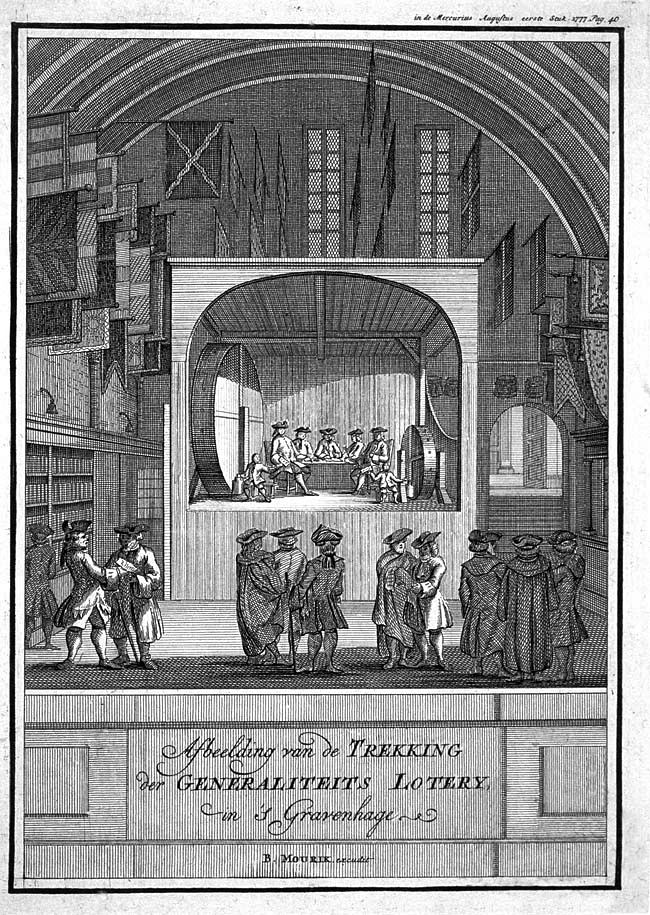
De Generaliteitsloterij was de voorloper van de huidige Staatsloterij

Staatsloterij B.V. is een van de dochtervennootschappen van Nederlandse Loterij B.V. De rechtsvoorganger Stichting Exploitatie Nederlandse Staatsloterij (SENS) is in 1992 opgericht en heeft tot 2018 de Staatsloterij georganiseerd. Op dit moment wordt dat gedaan door Staatsloterij B.V. De Staatsloterij is de grootste loterij van Nederland, met een totale omzet van € 889,7 miljoen in 2009.
De gepubliceerde prijzen zijn netto; het zijn de bedragen waar de kansspelbelasting al af is. Naast de kansspelbelasting draagt Staatsloterij B.V minimaal 15 % van haar omzet af aan de Staat der Nederlanden.
Staatsloterij B.V heeft ongeveer 245 medewerkers in dienst. De stichting keerde in 2016 € 725 miljoen uit aan prijzengeld en droeg € 149 miljoen af aan het ministerie van Financiën. De gezamenlijke winst van de Staatsloterij, Oudejaarsloterij en Dayzers, bedroeg hierna € -24 miljoen.

## Wettelijk kader

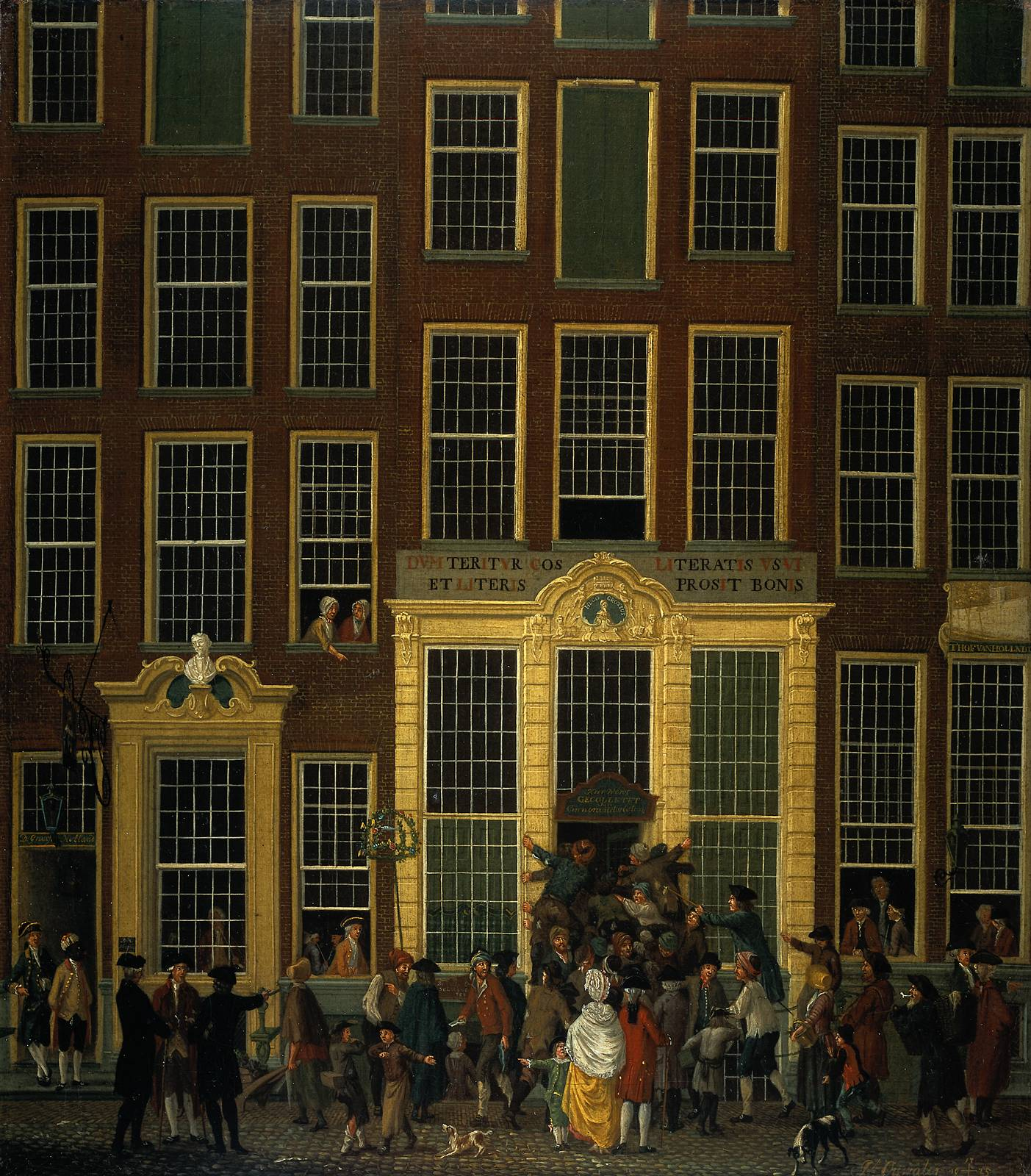
De boekhandel en het loterijkantoor van Jan de Groot in de Kalverstraat in Amsterdam, Isaac Ouwater, 1779

Met de Beschikking Staatsloterij verleent de Kansspelautoriteit aan Staatsloterij B.V. vergunning, en stelt regels, voor het organiseren van de Staatsloterij en het Miljoenenspel.
Titel II van de Wet op de kansspelen bepaalt dat de Kansspelautoriteit aan één rechtspersoon met volledige rechtsbevoegdheid voor een door hem te bepalen duur vergunning kan verlenen tot het organiseren van de staatsloterij, en dat de opbrengst van de staatsloterij na aftrek van de prijzen en kosten jaarlijks aan de Staat wordt afgedragen.
Deze titel II bepaalt dat ten minste 60% van de door de deelnemers betaalde inleg aan bruto prijzen wordt uitgeloofd, en dat de opbrengst na aftrek van de prijzen en kosten aan de Staat wordt afgedragen.

## Geschiedenis
In 1726 werd de voorloper van de Staatsloterij, de Generaliteitsloterij, opgericht. Loterijen waren in die tijd een door lagere overheden veel gebruikte methode om de financiële middelen wat op te vijzelen. In dat jaar werd besloten om al deze verschillende loterijen samen te voegen in een collectieve loterij. Er werd een prijsvraag uitgeschreven voor ideeën voor deze loterij. Het voorstel van Adolf Huske werd, na te zijn doorgerekend, als winnaar aangewezen. Zijn idee werd beloond met 500 gulden. In 1848 werd de naam van de Generaliteitsloterij veranderd in Nederlandse Staatsloterij. In het Nederlands Informatiecentrum voor Kansspelen (NIK) in Den Haag is veel van de geschiedenis van de Staatsloterij gedocumenteerd.

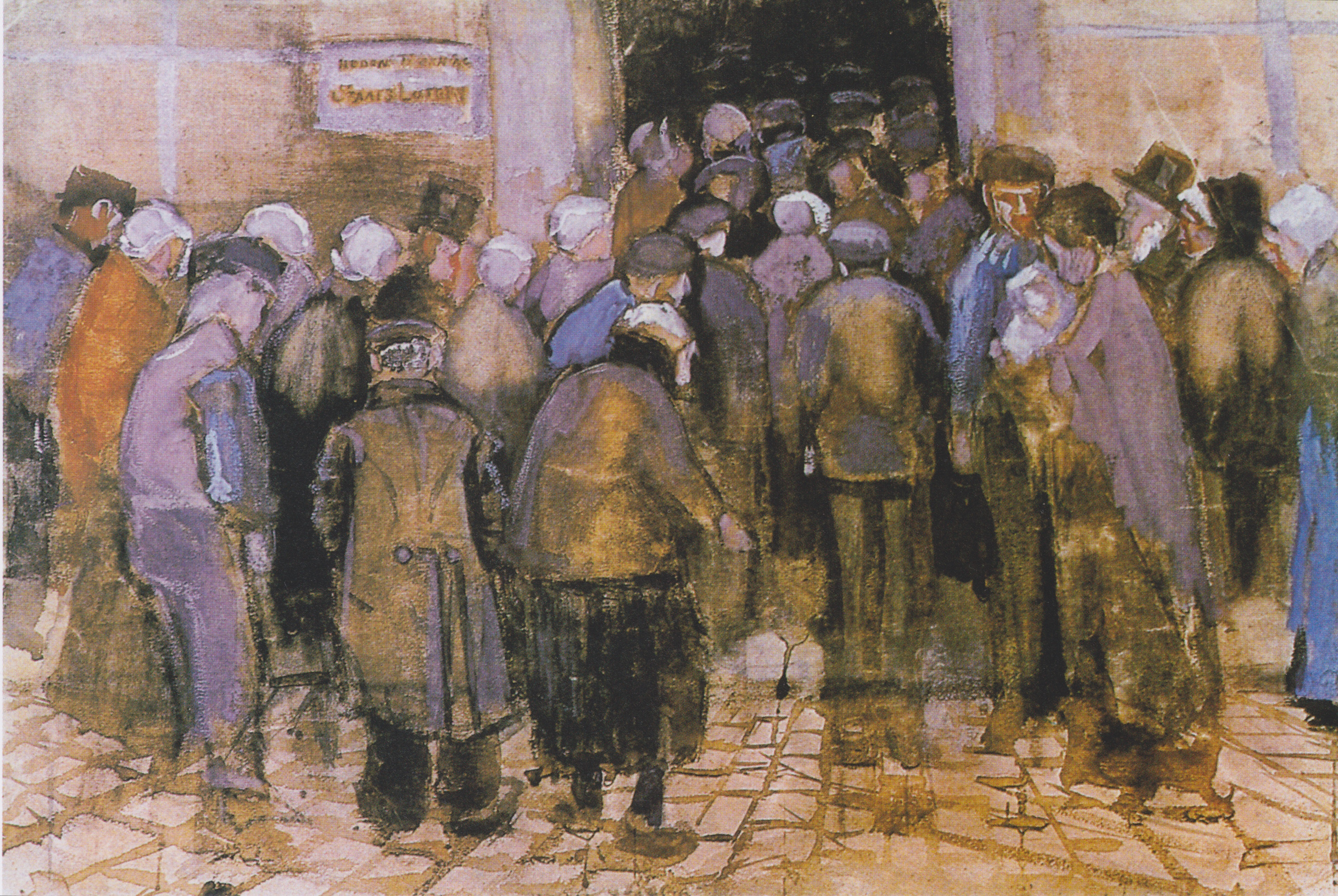
De staatsloterij in Den Haag, september 1882

In het Van Gogh Museum hangt een aquarel van Vincent van Gogh genaamd: De armen en het geld, Den Haag uit 1882. Dit tafereel was gewaterverfd naar aanleiding van een grote groep mensen die afkwamen op het gebouw waar de trekking van Staatsloterij in Den Haag plaatsvond hopende dat hun gekochte staatslot wat zou opleveren. ‘HEDEN TREKKING STAATSLOTERIJ’ staat er op de muur van het gebouw.
SENS verkocht via TicketBox ook toegangskaarten voor voetbalwedstrijden, concerten, optredens en andere evenementen. Op 24 januari 2007 werd bekendgemaakt dat per 1 juli 2008 de ticketingactiviteiten gestaakt zouden worden.
De jackpot werd in oktober 1994 ingevoerd.
In 2001 startte de Staatsloterij met Dayzers, een wekelijkse loterij. In 2012 werd Dayzers vervangen door het Miljoenenspel.
In 2016 gingen de Stichting Exploitatie Nederlandse Staatsloterij en de Stichting de Nationale Sporttotalisator (De Lotto) samen onder de naam Nederlandse Loterij. Sinds 22 april 2021 is Alexander Pechtold de voorzitter van de Raad van Commissarissen.

## Straat en boulevard

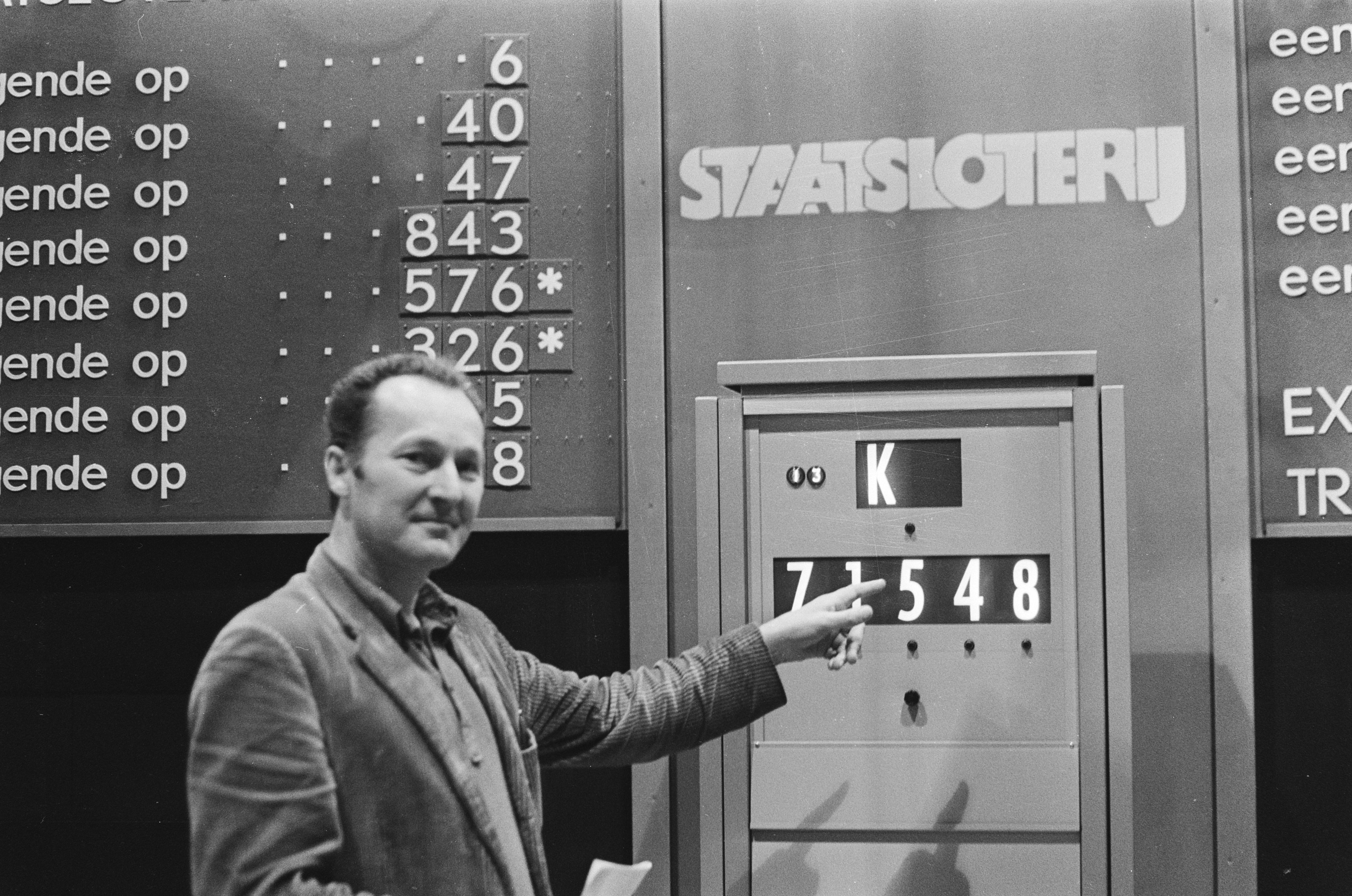
Trekking in 1971

Een straat is een serie van 10 loten met opeenvolgende eindcijfers (0 tot en met 9) en een boulevard is een serie van 100 loten met opeenvolgende eindcijfers (00 tot en met 99).
Een (heel) lot kost €17,50, een straat gewoon tien maal zoveel, dus €175. Kenmerkend is dat men daarmee altijd prijs heeft, en zelfs minstens drie prijzen wint, namelijk de drie voor 'laatste cijfer goed'. Bij elkaar wint men daarmee sowieso €20. Dit kan positief worden opgevat als 'leuk om altijd iets te winnen, al is het niet zo veel', maar ook als eigenlijk €155 inzetten, en niet meedoen aan 'laatste cijfer goed'. Als bijvoorbeeld 60% van de inleg aan prijzen wordt uitgereikt (dit is bij de Staatsloterij het minimum), is dit bij een straat gemiddeld €105. Als wordt uitgegaan van een inzet van per saldo €155, en daarmee met een gemiddeld bedrag aan prijzen (bovenop de al verrekende €20) van €85, dan is dit percentage ongeveer 55%.
Bij een boulevard kan een soortgelijke redenering worden gevolgd.

## Jackpot
Het Jackpotspel is onderdeel van alle twaalf reguliere trekkingen van de Staatsloterij op de tiende van de maand en inbegrepen in de prijs van het lot.
Bij een hoge jackpot kan men enerzijds veel winnen, maar omdat anderen dat ook beseffen worden er extra veel loten verkocht, wat de kans per lot om de jackpot te winnen kleiner maakt. Verder geldt dat wachten met meedoen gunstig kan zijn omdat de jackpot in de volgende ronde misschien nog hoger is, maar houdt het risico in dat de jackpot valt en in de volgende ronde juist laag is.

## Bedrijfsspionage
Op 21 januari 2006 kwam SENS in opspraak wegens bedrijfsspionage in de jaren 2001 en 2002 bij de concurrent de Postcode Loterij. Hierbij werden door het accountantsbureau KPMG de stichtingen en BV's rondom de Postcode Loterij doorgelicht. Daarnaast werden er particuliere rechercheurs ingezet om de gangen en financiële handel en wandel van de directie van de Postcode Loterij na te gaan. Hierbij werden video-opnamen gemaakt van de topbestuurders, waarbij de aandacht vooral uitging naar Boudewijn Poelmann, een van de medeoprichters. De opdrachtgevers van deze bedrijfsspionage, onder wie oud-directeur Van Egerschot, werken inmiddels niet meer bij de Staatsloterij.

## Misleidende en onwettige reclame
In oktober 2007 kwam de Staatsloterij in opspraak toen bleek dat niet alleen de jackpot, maar ook alle prijzen van € 50.000 en € 100.000 werden getrokken uit alle beschikbare loten (ca. 20 miljoen), niet alleen aan de verkochte (ca. 3 miljoen). De Staatsloterij wekte echter in haar reclamecampagnes de indruk dat deze prijzen werkelijk iedere maand werden uitgekeerd. De Stichting Loterijverlies van oprichter Ferdy Roet spande naar aanleiding van deze reclamecampagnes een rechtszaak aan tegen de Staatsloterij. Sinds 2008 vallen prijzen altijd op verkochte lotnummers.
In augustus 2009 raakte de Staatsloterij wederom in opspraak, nadat de Reclame Code Commissie veel klachten binnenkreeg naar aanleiding van de trekking van de jackpot die maand. In de reclame die de staatsloterij maakte, werd gesuggereerd dat de gehele jackpot van 27,5 miljoen euro gegarandeerd zou vallen. Volgens de klagers was de reclame die de Staatsloterij maakte, misleidend, omdat het niet duidelijk was dat de jackpot ook op een vijfde lot kon vallen. Hierna heeft de Staatsloterij de reclame aangepast, waarbij nadrukkelijk vermeld wordt dat de jackpot ook op een vijfde lot (uniek lotnummer) kan vallen, waarbij dus 1/5e deel van het prijzengeld uitgekeerd wordt, en het resterende bedrag naar de volgende trekking schuift. In hoger beroep werd overigens geoordeeld dat de reclame niet misleidend was.
Bij de Koninginnedagtrekking van 2011 werd de te winnen periodieke uitkering gepresenteerd als "De rest van je leven", maar er gold een maximumduur van 40 jaar.
Bij de Gelukstrekking konden 96 grote prijzen gewonnen worden, en lagere prijzen met de aanduiding "Eindcijfer(s) goed", hetgeen normaal betrekking heeft op het winnende nummer van een grote prijs. Aangezien verder niets vermeld was kon de indruk ontstaan dat dit betrekking had op de winnende nummers van alle 96 grote prijzen, maar het had betrekking op één daarvan. Een klacht bij de Reclame Code Commissie in 2012 werd overigens afgewezen, onder meer omdat men zou kunnen bedenken dat dan gemiddeld op ieder lot meerdere 1-eindcijfer-goed-prijzen zouden vallen.
Op 28 mei 2013 oordeelde het gerechtshof Den Haag in een zaak tussen de SENS en Stichting Loterijverlies dat de Staatsloterij in de periode 2000-2007 misleidende informatie had gegeven over het wel of niet gegarandeerd zijn van de prijzen, de winkansen, het aantal gewonnen prijzen en de hoogte van de prijzen. Bij arrest van 30 januari 2015 verwierp de Hoge Raad de hiertegen ingestelde cassatieberoepen.